# Hydrichthys pietschi
Hydrichthys pietschi is een hydroïdpoliep uit de familie Hydrichthyidae. De poliep komt uit het geslacht Hydrichthys. Hydrichthys pietschi werd in 1975 voor het eerst wetenschappelijk beschreven door Martin. 